# Recettori oppioidi
I recettori per gli oppioidi sono dei recettori riconosciuti dai peptidi oppioidi naturali. Fisiologicamente le molecole attive su questi recettori sono le encefaline, le endorfine e le dinorfine, sostanze endogene meglio definite come peptidi oppioidi. Tutti i recettori oppioidi appartengono alla superfamiglia dei recettori accoppiati a proteine G esclusivamente di tipo inibitorio (Gi/Go): questa inibizione si ripercuote sull'adenilato ciclasi e quindi sulla produzione di AMP ciclico, il più importante dei secondi messaggeri.
Si conoscono tre recettori: μ (Mu), k (Kappa) e δ (Delta). Il loro meccanismo è legato alla modificazione dell'elettrofisiologia del potassio e del calcio e più precisamente: recettori μ e δ aumentano la conduttanza al potassio mentre i recettori k riducono la conduttanza al calcio. Si riscontrano soprattutto nella sostanza grigia periacqueduttale e nelle corna posteriori del midollo spinale.

## Azione dei recettori
Tutti e tre i recettori hanno un'azione di tipo analgesico sebbene questa si esplichi a diversi livelli da parte dei vari recettori.
- μ: genera analgesia a livello sovraspinale, miosi, depressione respiratoria, riduzione motilità gastro-intestinale, euforia;
- κ: genera analgesia a livello spinale, miosi, depressione respiratoria, disforia, riduzione motilità GI;
- δ: non genera analgesia, ma diminuisce il transito intestinale e deprime il sistema immunitario.

Gli oppioidi tendono a inibire la trasmissione neuronale sia a livello pre sia a livello post sinaptico. Infatti la stimolazione di recettori μι presinaptici provoca l'inibizione dei canali al calcio di tipo N e quindi una riduzione del rilascio di neurotrasmettitori mentre la stimolazione dei recettori Mu postsinaptici produce iperpolarizzazione attivando i canali del potassio e inibendo quelli del calcio di tipo L.
Oltre che tramite le subunità alfa delle proteine G, grazie al complesso beta-gamma possono essere ottenute un numero congruo di risposte diverse anche talvolta in contrasto con quelle inibitorie promulgate da alfa: così se tramite la subunità alfa si ottiene il blocco dell'adenilato ciclasi, tramite il complesso beta-gamma ci può essere un potenziamento dell'attività di questo enzima. Tuttavia le risposte mediate dal complesso beta-gamma richiedono stimoli più robusti ed è quindi verosimile che la trasduzione del segnale via complesso beta-gamma sia indotta da una sostenuta attivazione del recettore prodotta dall'esposizione cronica all'agonista piuttosto che dalla stimolazione acuta.
I recettori di tipo μι sono i più diffusi e mediano la maggior parte degli effetti farmacologici degli analgesici oppiacei. È ormai assodato che i recettori μι e Kappa producano effetti opposti: sebbene gli agonisti dei recettori Kappa producano analgesia, la loro somministrazione sistemica antagonizza l'analgesia da morfina.
I recettori μι localizzati nella sostanza ponto-bulbare e nel nucleo del tratto solitario regolerebbero la sensibilità del centro respiratorio alla pressione arteriosa dell'anidride carbonica. Il recettore μι e il recettore Kappa svolgerebbero ruoli opposti nell'attivazione della trasmissione dopaminergica del fascio mesocorticolimbico. Indubbiamente l'effetto di maggior rilevanza è quello analgesico, che si esercita a più livelli, inibendo direttamente le vie dell'informazione nocicettiva e compiendo una "modulazione affettiva" responsabile della riduzione della percezione del dolore.